# Andrés Soriano Más
Andrés Soriano Más (Madrid, 7 de septiembre de 1955) es un exjugador de baloncesto y médico
español. Ejerce como médico especializado en traumatología y como jefe de los servicios médicos del Club Baloncesto Estudiantes.

## Trayectoria
Jugó al baloncesto en el Club Baloncesto Estudiantes y llegó a ser 5 veces internacional por España, disputando los Juegos del Mediterráneo que se disputaron en Argel en el año 1975. Después de retirarse siguió ligado al Estudiantes primero como delegado y después como Jefe de los servicios médicos del equipo colegial.